# Цейлон на літніх Олімпійських іграх 1968
Цейлон на літніх Олімпійських іграх 1968 року в Мехіко (Мексика) представляли 3 спортсмени (усі чоловіки), які брали участь у трьох видах спорту — легкій атлетиці, боксі та вітрильному спорті. Цейлонські атлети не завоювали жодної медалі.

## Бокс
| Категорія | Спортсмен         | 1-й раунд          | 2-й раунд              | Чвертьфінал                           | Півфінал           | Фінал              | Місце |
| Категорія | Спортсмен         | Суперник Результат | Суперник Результат     | Суперник Результат                    | Суперник Результат | Суперник Результат | Місце |
| --------- | ----------------- | ------------------ | ---------------------- | ------------------------------------- | ------------------ | ------------------ | ----- |
| до 48 кг  | Гатха Карунаратне | Н/Д                | Тхет У Лай (BIR) W 5:0 | Франсиско Родрігес (VEN) L достроково | завершив змагання  | завершив змагання  |       |

## Вітрильний спорт
| Спортсмен        | Клас | Заплив | Заплив | Заплив | Заплив | Заплив | Заплив | Заплив | Сума балів | Місце |
| Спортсмен        | Клас | 1      | 2      | 3      | 4      | 5      | 6      | 7      | Сума балів | Місце |
| ---------------- | ---- | ------ | ------ | ------ | ------ | ------ | ------ | ------ | ---------- | ----- |
| Рай Віджевардене | Фінн | 25     | 24     | 28     | 28     | 30     | 20     | 26     | 187        | 29    |

## Легка атлетика
Трекові та шосейні дисципліни
| Спортсмен         | Дисципліна        | Гіт       | Гіт   | Чвертьфінал | Чвертьфінал | Півфінал  | Півфінал | Фінал     | Фінал |
| Спортсмен         | Дисципліна        | Результат | Місце | Результат   | Місце       | Результат | Місце    | Результат | Місце |
| ----------------- | ----------------- | --------- | ----- | ----------- | ----------- | --------- | -------- | --------- | ----- |
| Вімаласена Перера | марафон, чоловіки | Н/Д       | Н/Д   | Н/Д         | Н/Д         | Н/Д       | Н/Д      | 2:59:05   | 51    |